# Herb Olesna
Herb Olesna – jeden z symboli miasta Olesno i gminy Olesno w postaci herbu, ustanowiony przez Radę Miejską 23 kwietnia 2019.

## Wygląd i symbolika

Herb miasta od 1997 do 2019

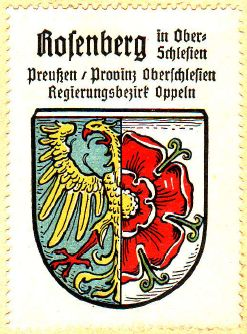
Herb Olesna około 1928 r.

Herb przedstawia na tarczy dwudzielnej w słup, w polu prawym błękitnym połuorła złotego Piastów górnośląskich, w polu lewym srebrnym połowę czerwonej pięciopłatkowej róży (2,5 płatka) o srebrnym środku z zielonymi listkami (2,5 listka)
Orzeł symbolizuje zwierzchnią władzę nad miastem Piastów opolskich, od lokowania przez Władysława opolskiego w 1275, do śmierci ostatniego z nich, Jana II Dobrego w 1532.
Pięciolistna róża (symbol maryjny), wyraża samorząd miasta, w którego murach istniał już w średniowieczu klasztor augustianów, którego patronką była w tym czasie Najświętsza Maryja Panna. Nawiązuje również do dawnej nazwy miasta – Rosenberg (z niem. Różana Góra).